# Bombus ecuadorius
Espèce
Bombus ecuadorius est une espèce de bourdons que l'on trouve en Équateur, au Pérou et en Bolivie.

## Systématique
L'espèce Bombus ecuadorius a été décrite en 1890 par Fernand Meunier (d) (1868-1926), entomologiste et paléontologue belge sur la base d'un spécimen femelle capturée dans les environs de Quito à 2 000 m d'altitude.

## Description
L'holotype de Bombus ecuadorius, une femelle, mesure 23 mm. Sa coloration générale est noire mais le dessous de son abdomen est brun pâle. Ses ailes sont entièrement fauve doré à reflets métalliques. 

## Publication originale
- Fernand Meunier, « Description d'une espèce nouvelle "ou peu connue" de Bombus d'Ecuador », Jornal de Ciências Matemáticas, Físicas e Naturais, vol. 2, nos 5-8,‎ juillet 1890, p. 66 (ISSN 0368-430X, lire en ligne).